# (115051) Safaeinili
(115051) Safaeinili est un astéroïde de la ceinture principale.

## Description
(115051) Safaeinili est un astéroïde de la ceinture principale. Il fut découvert le 4 septembre 2003 à Campo Imperatore par le projet CINEOS. Il présente une orbite caractérisée par un demi-grand axe de 3,11 UA, une excentricité de 0,14 et une inclinaison de 16,9° par rapport à l'écliptique.

## Compléments